# Belodontichthys
Belodontichthys ist eine Fischgattung aus der Familie der Echten Welse (Siluridae), die zwei in Südostasien vorkommende Arten umfasst.

## Merkmale
Die Fische werden 60 cm bis einen Meter lang und haben einen langgestreckten Körper mit kleiner Rücken- und langgestreckter Afterflosse. Der Kopf ist in einem Winkel von etwa 60° nach oben gerichtet, wobei die spitz zulaufende Schnauze über die Höhe des Rückens ragt. Der Oberkiefer weist ein langes, der Unterkiefer ein kurzes paar Barteln auf. Der Bauch ist flach und der Rücken schmal, so dass der Körper in Höhe der Brustflossen einen dreieckigen Querschnitt aufweist. Die Brustflossen sind lang und haben eine lange Basis.

## Systematik
Die Gattung umfasst zwei Arten:
- Belodontichthys dinema
- Belodontichthys truncatus